# Parc Torras i Villà
El Parc Municipal Torras i Villà és el parc central de la ciutat de Granollers. Inaugurat el 1974, es tracta del parc més antic de la ciutat; amb una superfície total de 21.260 m², i més de 300 arbres de diferents espècies.

## Estructura
Es tracta d'un parc urbà que gaudeix de grans espais oberts amb superfícies de gespa i camins de terra per on es pot passejar. La part central és ocupada per unes grades per seure i una gran esplanada al davant per fer diverses activitats. A nivell estructural no s'aprecien gaires línies de composició del parc, tractant-se d'un espai que sembla dibuixat a base de formes orgàniques, que són els parterres, sense més pretensions que omplir el parc amb gespes i arbres.

Per tal de donar intimitat al parc tot separant-lo del trànsit rodat, podem trobar gran quantitat de plantes arbustives envoltant el parc, així com arbres, en la seva gran majoria, de fulla persistent. Aquest truc compositiu permet donar al paisatge intern del parc un marc, un fons verd on recolzar les àmplies vistes del parc.

## Usos
Mentre que als anys 70 el parc era utilitzat per la Fira anual de l'Ascensió, aquesta activitat va ser desplaçada al Parc Firal posteriorment quan es va construir aquestes instal·lacions per a cobrir les necessitats de la fira. El parc s'havia quedat petit, i la vegetació i la gespa trigaven molt a recuperar-se després de cada fira, en temps i en diners, ja que no era compatible amb el trepig dels cotxes, camions, carpes i furgonetes que s'hi instal·laven.
El parc central, per la seva localització i per l'oferta que suggereix quant a espai i infraestructura, ha sigut i és, un dels punts calents quant a organització d'activitats per part d'associacions i estaments públics; juntament amb la plaça de la Porxada de Granollers, i altres places cèntriques de la ciutat. En aquest parc s'hi celebren diverses activitats:
- La Festa Major de Blancs i Blaus de Granollers.
- Calendari Verd de Primavera.
- Inici i final de curses populars.
- Cinema a l'aire lliure.
- Teatre a l'aire lliure.

Amb la successiva incorporació d'altres parcs a Granollers, com el Parc de Ponent, o el Parc del Congost, molt propers al centre de la ciutat, amb espais amplis i instal·lacions adients, diverses activitats han anat desplaçant-se cap a aquests grans parcs.

## Història

### Precedents
Fa més d'un segle, quan el tren passava pel carrer Girona actual, la companyia ferroviària obria al públic les portes del Parc de l'Estació, situat a l'anomenada Plaça del Carril de Granollers, que des de 1927 coneixem pel nom de Josep Barangé i Bachs. Els jardins d'aquest parc, que s'obrien al públic l'any 1896 amb una gran esplanada de plataners, ocupaven l'actual edifici de telèfons i s'estenien fins al carrer Vinyamata, davant el Casino. Traslladada l'estació el 1958, i després de la cessió dels terrenys a Correos y Telégrafos, el parc desapareix definitivament l'any 1964, quan es decideix de talar tots els arbres. D'aquesta manera, Granollers es va quedar sense un parc municipal durant deu anys.

### Orígens
La idea de fer un parc botànic ve de lluny, de la mà del naturista Antoni Jonch i Cuspinera, que ja va proposar-ho a través d'una ponència al Centre d'Estudis de l'Associació Cultural de Granollers l'any 1955. El projecte va quedar aturat, ja que, encara que havia la intenció de fer un parc a la ciutat, no es sabia ben bé on.
Finalment es va prendre la decisió de fer el parc, encara que no es basava en la idea original, sinó en un projecte redactat pels tècnics municipals Barangé-Puchades-Pousa, revisat posteriorment pel jardiner Jaume Viure.

### Projecte i construcció
El projecte original, ideat pel l'arquitecte municipal Joan Barangé no va prendre forma definitiva fins a la revisió final per part del jardiner Jaume Viure, de Cultius Viure de Cardedeu. S'ha de considerar que el seu vicepresident vitalici, i diputat provincial fundador, era en Francesc Torras i Villà, que juntament amb l'Alcalde, van tenir un paper fonamental en la realització del parc. El Consistori volgué honrar el senyor Torras i prengué l'acord de batejar amb el seu nom el parc municipal. En aquests actes es van descobrir dos monòlits, un amb una inscripció que homenatjava l'aniversari de l'entrada de les tropes franquistes a la ciutat; i l'altre, amb una inscripció sobre la Festa de l'Arbre, celebrada per primer cop aquell mateix dia en aquest recinte. Avui dia, encara es poden veure prop de la bassa del parc.

### Ampliacions
Una de les mancances principals d'aquest parc ha sigut sempre la dificultat d'ampliació. Els germans Torras i Serratacó van intentar per dues vegades negociar amb el municipi una venda a preu reduït, gairebé simbòlic, de l'antiga fàbrica adjacent, per tal de doblar amb escreix l'extensió del parc municipal que porta el nom del seu pare. Al final del mandat de l'Alcalde Francesc Llobet, quan la compra ja estava lligada, ho va impedir la interferència de dos regidors, que preferien jardinets de barri i més construcció.
Amb el primer Ajuntament democràtic, els Torras ho tornen a oferir a la ciutat, però no hi van trobar prou sintonia. En projecte restà estroncat quan l'Alcalde Rafael Ballús no va considerar oportú pagar 70 milions de pessetes (420.708,47 €) als germans per adquirir alguns terrenys ocupats actualment per l'estació d'autobusos i uns quants blocs d'habitatges. Amb la posterior urbanització d'aquests terrenys a principis dels anys 90, un cop es va perdre aquesta oportunitat, es va poder fer una petita ampliació simbòlica, cap a la Rambla Josep Tarradellas, que duia al parc fins als 21.040 m² de superfície verda. En aquesta ampliació es van afegir uns fossats de ciment per la pràctica del skate, un petit mirador aprofitant el pendent cap al sud i una pèrgola.
Cap al 2008, davant la proximitat de les obres de soterrament de les vies, l'Ajuntament aprofita per traslladar uns jocs infantils situats a prop del carrer Vinyamata, fins a un espai més recollit, prop de la Rambla Josep Tarradellas. Aquest canvi provoca una nova ampliació del parc fins a 21.260 m² ocupant part de la via pública redefinint els límits pel sud amb una nova tanca de ferro.

## Jardí botànic

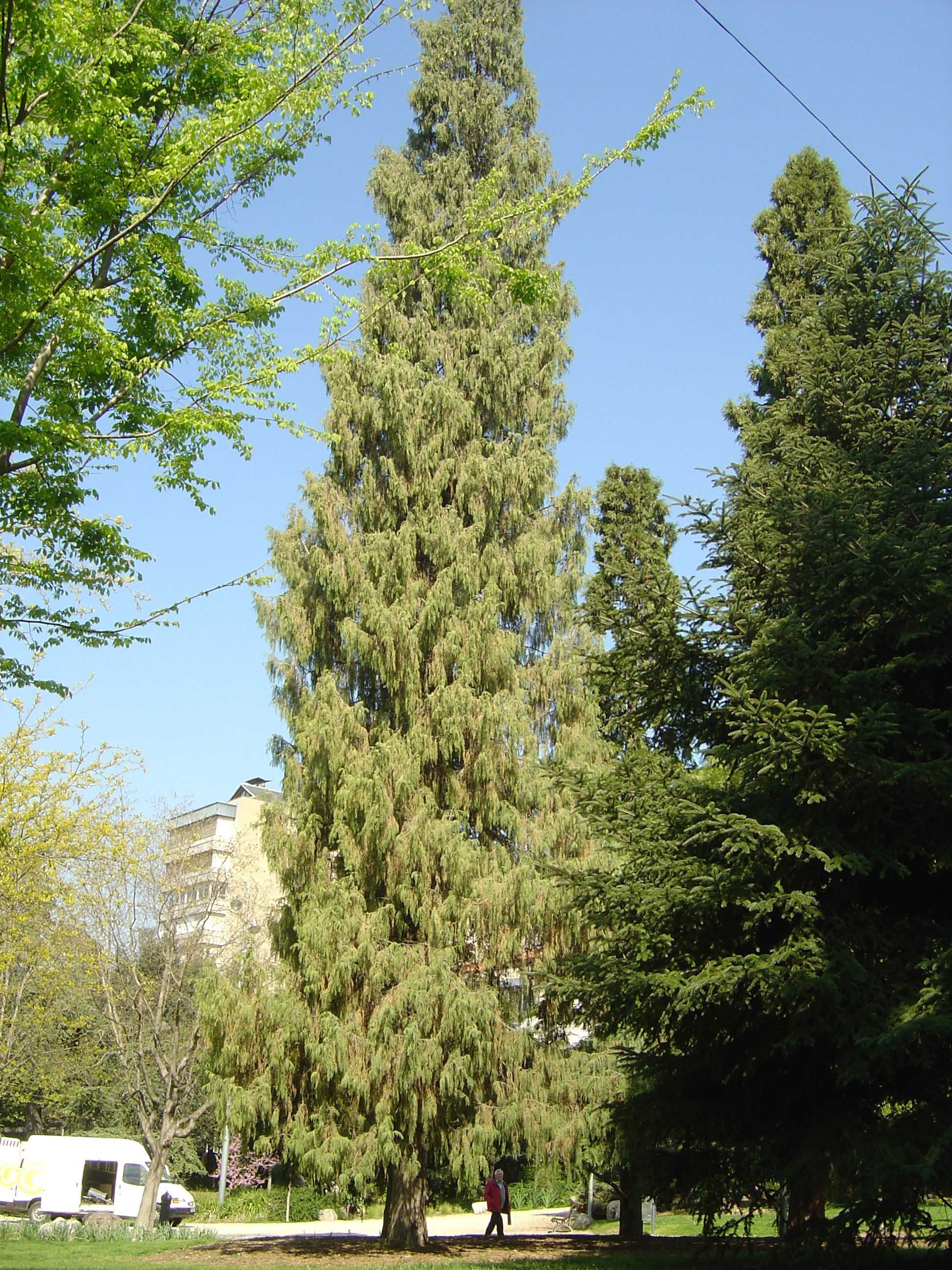
Cupressus cashmeriana. Arbre catalogat.

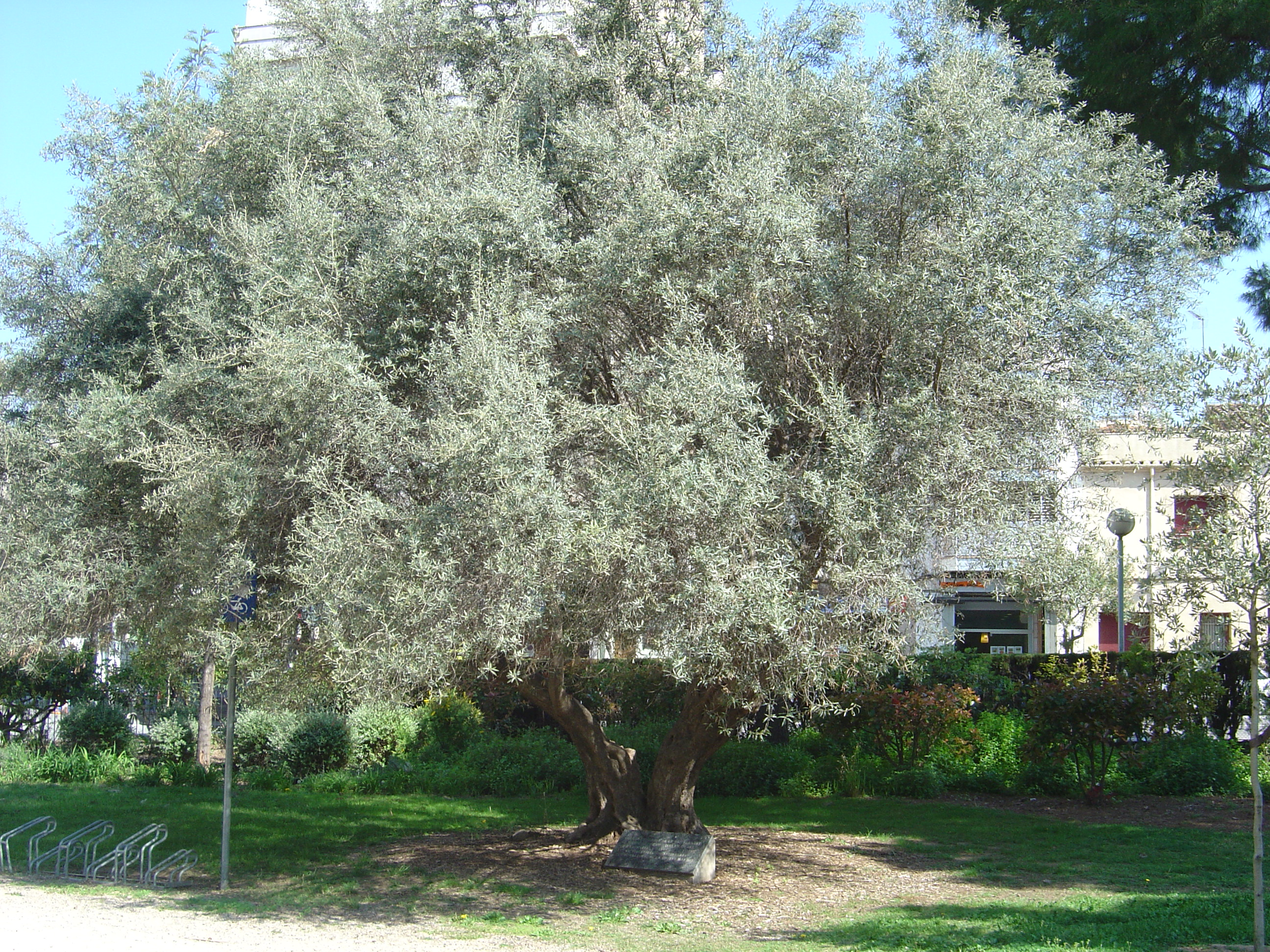
Olivera de la Pau. Arbre catalogat.

Un dels valors més importants del parc és la gran riquesa en espècies diferents d'arbres (més d'un centenar) que fan d'ell un autèntic arborètum. Algun d'ells és l'únic representant de la seva espècie al Vallès Oriental; i 7 d'ells estan catalogats com a Elements Botànics d'Interès Municipal de Granollers. Sens dubte, un patrimoni únic per a la ciutat.